# Ulrichsberg
Ulrichsberg település Ausztriában, Felső-Ausztria tartományban, a Rohrbachi járásban, területe 57 km².

## Fekvése
Tengerszint feletti magassága 626 méter. Ulrichsberg Aigen-Schlägl, Peilstein im Mühlviertel, Julbach, Breitenberg, Klaffer am Hochficht és Horní Planá településekkel határos.

## Népesség
Lakosainak száma 2843 fő (2018. január 1.).